# 四季抛
四季抛（學名:Citrus maxima (Burm.) Merr. cv. Szechipaw Sze-Chi-Pao）是一種水果，屬於柑橘屬，是柚的栽培變種，和柚同屬於喬木。花期4-5月，果期9-12月。整個水果呈現雞蛋外形，頂部為圓形，有放射狀溝壑，果皮整體光滑。主產地為浙江的平陽等地。